# Clavet
Clavet är en ort i Kanada.   Den ligger i provinsen Saskatchewan, i den centrala delen av landet, 2 300 km väster om huvudstaden Ottawa. Clavet ligger 522 meter över havet och antalet invånare är 345.
Terrängen runt Clavet är mycket platt. Trakten är glest befolkad.